# Mönkebude
Mönkebude – gmina w Niemczech w kraju związkowym Meklemburgia-Pomorze Przednie, w powiecie Vorpommern-Greifswald, wchodzi w skład związku gmin Am Stettiner Haff. Leży na południowo-zachodnim brzegu Zalewu Szczecińskiego (Stettiner Haff). Na zachodzie oraz na południu gmina graniczy z Puszczą Wkrzańską (Uckermünde Heide).